# اما میازاوا
اما میازاوا ((به ژاپنی: 宮澤 エマ Emma Miyazawa)؛ زادهٔ ۲۳ نوامبر ۱۹۸۸) شخصیت‌های تلویزیونی در ژاپن اهل ژاپن است.
از فیلم‌ها یا برنامه‌های تلویزیونی که وی در آن نقش داشته است می‌توان به ۱۳ ارباب شوگون اشاره کرد.